# 47e régiment d'aviation de chasse
Pour les articles homonymes, voir 47e régiment.
Le 47e régiment d'aviation de chasse (en russe : 47-й истребительный авиационный полк, abrégé en russe : 47-й иап) est un régiment aérien des forces aérospatiales russes (n° d'unité 65333).
Le régiment fait partie de la 105e division d'aviation mixte de la Garde de la 6e armée aérienne du district militaire ouest, basé à la base aérienne de Voronej-Malchevo.

## Historique
Le 6 mars 2022, le lieutenant-colonel Maksim Krichtof est capturé par les forces ukrainiennes après avoir bombardé la ville de Kharkiv, et condamné à douze années de prison.